# Josep Romaguera
Josep Romaguera (1642-1723) fue un escritor español, autor del único libro de emblemas publicado en catalán, el Atheneo de grandesa.  Sus otras obras constan de varios sermones en castellano.  El estilo de su obra, tanto en prosa como poesía, es típico del barroco.    
Romaguera nació en Barcelona durante la Guerra dels Segadors contra Castilla en 1642 y vivió hasta 1723, según el epitafio publicado por el mercedario Pere Serra i Postius.  No tenemos noticias suyas hasta 1661 cuando comienza su carrera eclesiástica y recibe su primer beneficio.  Sirvió en la Inquisición y fue profesor de ley canónico en la Universidad de Barcelona.  Sus obras, aparte del Atheneo, son sermones predicados en castellano sobre varios santos, fiestas religiosas, etc; sus otras obras se han perdido.  Según el epitafio de Postius, Romaguera fue un predicador famoso y representó la Iglesia en las Cortes convocadas por Felipe V en 1701-1702.  Para Postius, Romaguera fue un individuo singular, "uno de los Varones más insignes, que en Letras, Prudencia y Gobierno a la fin del passado Siglo y principio del presente, ha tenido Cathalunya." (f.104r).  
Romaguera fue un defensor del catalán y en el prólogo del Atheneo reivindica el uso del catalán como lengua literaria, afirmando que su libro es un intento de dar "un aliento a las plomas cathalanas."  